# كاري براونستين
كاري رايتشيل غرايس براونستين (بالإنجليزية: Carrie Rachel Grace Brownstein) مواليد (27 سبتمبر، 1974) موسيقية، كاتبة، ممثلة وكوميدية أمريكية. إشتهرت بانضمامها لفرقة «إكسكيوز 17» قبل تشكيلها لفرقة الغناء الثلاثية «سليتر-كيني». وشاركت كاري ببرنامج المشاهد الكوميدية بورتلانديا الحاصل على جائزة ايمي وبيبودي مع الممثل فريد آرميسين.

## نشأتها
ولدت كاري في مدينة سياتل بولاية واشنطن، وتربت في ريدموند، واشنطن لعائلة يهودية. والدها كان محامياً وامها مدرسة، تطلق والداها عندما كانت بالرابعة عشرة من العمر، وعاشت مع والدها، ولكاري اختا أصغر منها. إرتادت مدرسة لايك واشنطن وإنتقلت بعدها لمدرسة ذا اوفيرلايك. بدأت كاري بتعلم الغيتار منذ سن الخامسة العشر وتلقت دروسا من الفنان جيريمي إنغك. بعد المدرسة الثانوية إرتادت كاري جامعة واشنطن الغربية قبل أن إنتقلت إلى جامعة ايفيرغرين الحكومية حيث التقت بزملاءها كورن تاكر، كاثلين هينا، توبي فايل وبيكا آلبي. كوّنت كاري مع زملاءها فرقة «اكسكيوز 17». تخرجت كاري من جامعة ايفيرغرين عام 1997، وبقيت في أولمبيا، واشنطن لثلاث سنين ثم إنتقلت إلى بورتلاند، أوريغون. 

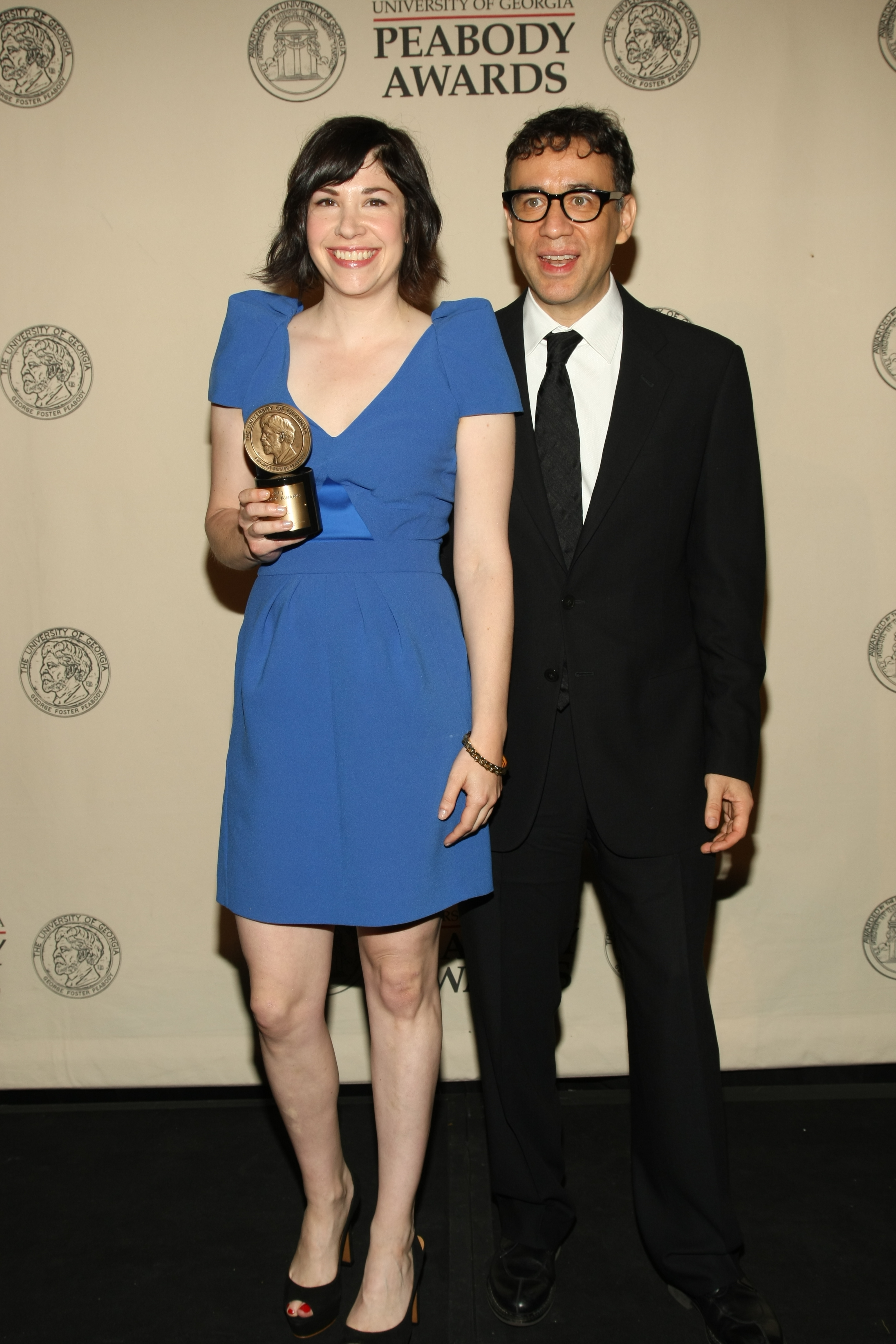
كاري وآرميسين في حفل جوائز بيبودي عام 2001.

## سيرتها الفنية
| السنة     | العنوان                  | الدور           | ملاحظات                     |
| --------- | ------------------------ | --------------- | --------------------------- |
| 2001      | تزداد قوة كل يوم         | عدة ادوار       | فيلم قصير                   |
| 2002      | المجموعة                 | غرايس           |                             |
| 2009      | لايت تايجر آي            | المرأة          | فيلم قصير                   |
| 2010      | بعض الايام أفضل من غيرها | كاترينا         |                             |
| 2011–الآن | بورتلانديا               | عدة ادوار       | معدة، كاتبة ومنتجة          |
| 2012      | فانكوفريا                |                 | 1 حلقة                      |
| 2012      | عائلة سيمبسون            | ايميلي (صوت)    | 1 حلقة                      |
| 2012      | ساترداي نايت لايف        | نفسها           | 1 حلقة                      |
| 2013      | ساترداي نايت لايف        | نفسها           | حلقة بين آفليك / كانيي ويست |
| 2014–الآن | ترانسبارينت              | سيد فيلدمان     | شخصية متكررة                |
| 2015      | كارول                    | جينيفيف كانتريل |                             |
| 2015      | رجل يبحث عن امرأة        | الدكتورة        | 1 حلقة                      |
| 2015      | آرشر                     | صوت             | 2 حلقات                     |

## وصلات خارجية
- كاري براونستين على موقع IMDb (الإنجليزية)
- كاري براونستين على موقع الموسوعة البريطانية (الإنجليزية)
- كاري براونستين على موقع ألو سيني (الفرنسية)
- كاري براونستين على موقع ميوزك برينز (الإنجليزية)
- كاري براونستين على موقع رولينغ ستون (الإنجليزية)
- كاري براونستين على موقع أول موفي (الإنجليزية)
- كاري براونستين على موقع قاعدة بيانات الأفلام السويدية (السويدية)
- كاري براونستين على موقع أول ميوزيك (الإنجليزية)
- كاري براونستين على موقع ديسكوغز (الإنجليزية)
- كاري براونستين على موقع قاعدة بيانات الفيلم (الإنجليزية)
- الموقع الرسمي